# Balabac (Palawan)
Balabac è una municipalità di terza classe delle Filippine, situata nella Provincia di Palawan, nella regione di Visayas Occidentale. Include l'omonima isola di Balabac.
Balabac è formata da venti baranggay:
- Agutayan
- Bancalaan
- Bugsuk (New Cagayancillo)
- Catagupan
- Indalawan
- Malaking Ilog
- Mangsee
- Melville
- Pandanan
- Pasig
- Poblacion I
- Poblacion II
- Poblacion III
- Poblacion IV
- Poblacion V
- Poblacion VI
- Rabor
- Ramos
- Salang
- Sebaring